# Grand Prix de triathlon 2013
Navigation
Grand Prix de triathlon 2012 Grand Prix de triathlon 2014
Le Grand Prix de triathlon 2013 est composée de cinq courses organisées par la Fédération française de triathlon (FFTRI). Chaque course est disputée au format sprint soit 750 m de natation, 20 km de cyclisme et 5 km de course à pied. 
Le Grand Prix de triathlon 2013 se déroule du 26 mai 2013 au 29 septembre 2013. 

## Calendrier
| Étapes   | Date                          | Villes              |
| -------- | ----------------------------- | ------------------- |
| 1° étape | dimanche 26 mai 2013          | Dunkerque           |
| 2° étape | dimanche 9 juin 2013          | Les Sables-d'Olonne |
| 3° étape | samedi 6 juillet 2013 annulée | Paris               |
| 3° étape | samedi 22 juin 2013           | Saint-Jean-de-Monts |
| 4° étape | dimanche 1er septembre 2013   | Sartrouville        |
| 5° étape | dimanche 29 septembre 2013    | Nice                |

## Clubs engagés

### Hommes
- E.C. Sartrouville Triathlon
- Poissy Tri Duathon Club
- Les Sables Vendée Tri
- Metz Triathlon
- Mulhouse Olympique Tri
- Montluçon Triathlon
- TCG 79 Parthenay
- Rouen Triathlon
- Groupe Tri Vesoul Haute-Saône
- Sainte-Geneviève Tri
- Triathlon Club Saint-Quentin en Yvelines
- Versailles Triathlon
- Saint-Jean de Monts Vendée Tri
- Valence Triathlon
- Saint-Raphaël Triathlon
- Sud Tri Performance

### Femmes
- Poissy Tri Duathon Club
- Tri Club Châteauroux 36
- TCG 79 Parthenay
- Brive Limousin Triathlon
- Saint Avertin Sports 37
- Stade Poitevin Triathlon
- Issy Triathlon
- Saint-Raphaël Tri
- Charleville Tri Ardennes
- Tri Val de Gray
- Noyon Puissance 3 Triathlon
- Autun Triathlon
- Tri Saint Amand DUN 18

## Résultats

### Dunkerque[4]
| Position           | Hommes                  | Femmes                   |
| ------------------ | ----------------------- | ------------------------ |
| Médaille d'or      | Les Sables Vendée Tri   | Poissy Triathlon         |
| Médaille d'argent  | Poissy Tri Duathon Club | Tri Club Chateauroux 36  |
| Médaille de bronze | Metz Triathlon          | Charleville Tri Ardennes |

### Les Sables-d'Olonne
| Position           | Hommes                      | Femmes           |
| ------------------ | --------------------------- | ---------------- |
| Médaille d'or      | Les Sables Vendée Tri       | TCG 79 Parthenay |
| Médaille d'argent  | E.C. Sartrouville Triathlon | Poissy Triathlon |
| Médaille de bronze | Poissy Triathlon            | Tri Val de Gray  |

### Saint-Jean-de-Monts
| Position           | Hommes                      | Femmes                  |
| ------------------ | --------------------------- | ----------------------- |
| Médaille d'or      | Poissy Triathlon            | Poissy Triathlon        |
| Médaille d'argent  | E.C. Sartrouville Triathlon | Tri Club Châteauroux 36 |
| Médaille de bronze | Les Sables Vendée Tri       | TCG 79 Parthenay        |

### Sartrouville[7]
| Position           | Hommes                             | Femmes           |
| ------------------ | ---------------------------------- | ---------------- |
| Médaille d'or      | E.C. Sartrouville Triathlon        | Tri Val de Gray  |
| Médaille d'argent  | Les Sables Vendée Tri              | Poissy Triathlon |
| Médaille de bronze | Tri Club Saint-Quentin en Yvelines | TCG 79 Parthenay |

### Nice[8]
| Position           | Hommes                      | Femmes             |
| ------------------ | --------------------------- | ------------------ |
| Médaille d'or      | E.C. Sartrouville Triathlon | Poissy Triathlon   |
| Médaille d'argent  | Les Sables Vendée Tri       | Stade Poitevin Tri |
| Médaille de bronze | Poissy Triathon             | Saint-Raphaël Tri  |

## Classement général final
| Position | Hommes                                   | Hommes | Femmes                      | Femmes |
| Position | Équipes                                  | Points | Équipes                     | Points |
| -------- | ---------------------------------------- | ------ | --------------------------- | ------ |
|          | Les Sables Vendée Tri                    | 101    | Poissy Triathon             | 106    |
|          | E.C. Sartrouville Triathlon              | 99     | TCG 79 Parthenay            | 84     |
|          | Poissy Triathon                          | 92     | Tri Club Châteauroux 36     | 73,5   |
| 4e       | Triathlon Club Saint-Quentin en Yvelines | 67     | Tri Val de Gray             | 73     |
| 5e       | Mulhouse Triathlon                       | 60,5   | Stade Poitevin Triathlon    | 73     |
| 6e       | Metz Triathlon                           | 53,5   | Issy Triathlon              | 69,5   |
| 7e       | Versailles Triathlon                     | 53,5   | Charleville Tri Ardennes    | 69     |
| 8e       | Saint-Jean de Monts Vendée Tri           | 52     | Saint-Raphaël Tri           | 68     |
| 9e       | TCG 79 Pathernay                         | 51,5   | Autun Triathlon             | 48,5   |
| 10e      | Sainte-Geneviève Triathlon               | 51     | Saint Avertin Sports 37     | 40     |
| 11e      | Valence Triathlon                        | 43     | Brive Limousin Triathlon    | 39,5   |
| 12e      | Saint-Raphaël Triathlon                  | 35,5   | Noyon Puissance 3 Triathlon | 33     |
| 13e      | GT Vesoul Haute-Saône                    | 34     | Tri Saint Amand DUN 18      | 28     |
| 14e      | Sud Tri Performance                      | 32,5   |                             |        |
| 15e      | Rouen Triathlon                          | 30     |                             |        |
| 16e      | Montluçon Triathlon                      | 13     |                             |        |

## Résultats individuels
| Hommes                                               | Dunkerque | Les Sables-d'Olonne | Saint-Jean-de-Monts | Sartrouville | Nice |
| ---------------------------------------------------- | --------- | ------------------- | ------------------- | ------------ | ---- |
| Jonathan Brownlee (E.C. Sartrouville Triathlon)      | 1er       |                     | 2e                  | 1er          |      |
| Mario Mola (E.C. Sartrouville Triathlon)             | 2e        |                     | 1er                 |              |      |
| Aurélien Raphaël (Sainte-Geneviève Tri)              | 3e        |                     |                     |              |      |
| Richard Murray (Les Sables Vendée Tri)               |           | 1er                 |                     |              |      |
| Javier Gómez (E.C. Sartrouville Triathlon)           |           | 2e                  |                     |              | 1er  |
| Aurélien Lebrun (Tri Club Saint-Quentin en Yvelines) |           | 3e                  |                     |              |      |
| João Pereira (Les Sables Vendée Triathlon)           |           |                     | 3e                  |              |      |
| Alistair Brownlee (E.C. Sartrouville Triathlon)      |           |                     |                     | 2e           |      |
| Pierre Le Corre (Les Sables Vendée Triathlon)        |           |                     |                     | 3e           |      |
| Fernando Alarza (E.C. Sartrouville Triathlon)        |           |                     |                     |              | 2e   |
| Vincent Luis (Sainte-Geneviève Triathlon)            |           |                     |                     |              | 3e   |

| Femmes                                       | Dunkerque | Les Sables-d'Olonne | Saint-Jean-de-Monts | Sartrouville | Nice |
| -------------------------------------------- | --------- | ------------------- | ------------------- | ------------ | ---- |
| Non Stanford (Charleville Tri Ardennes)      | 1er       |                     |                     |              | 1er  |
| Andrea Hewitt (Poissy Triathlon)             | 2e        |                     | 1er                 |              |      |
| Jessica Harrison (Poissy Triathlon)          | 3e        |                     |                     | 1er          | 3e   |
| Felicity Abram (TCG 79 Pathernay)            |           | 1er                 |                     |              |      |
| Nicky Samuels (TCG 79 Pathernay)             |           | 2e                  |                     |              |      |
| Gwen Jorgensen (Tri Val de Gray)             |           | 3e                  |                     |              |      |
| Natalie Van Coevorden (Tri Val de Gray)      |           |                     |                     | 2e           |      |
| Emma Jackson (TCG 79 Pathernay)              |           |                     | 2e                  |              |      |
| Danne Boterenbrood (Tri Club Châteauroux 36) |           |                     | 3e                  |              |      |
| Vicky Holland (Charleville Tri Ardennes)     |           |                     |                     |              | 2e   |
| Lucie Hall (Brive Limousin Triathlon)        |           |                     |                     | 3e           |      |